# アメリカ上陸作戦
『アメリカ上陸作戦』（アメリカじょうりくさくせん、原題: The Russians Are Coming, the Russians Are Coming）は、ナサニエル・ベンチリーのジュブナイル『The Off-Islanders』を原作とし、1966年に公開されたアメリカのコメディ映画である。

## あらすじ
米ソ冷戦中のアメリカの小さな島・グロスター島に、座礁したソ連の潜水艦の乗組員9名が上陸した。彼らは潜水艦を沖に引き出すためのボートを手に入れたいだけだったのだが、ロシア人が攻めて来たとの噂があっという間に広まり、島中が大パニックになってしまう。
島の警察署長マトックスや島に滞在していた作家夫妻は人々を落ち着かせようとするが効果はなく、ついに乗組員たちは半ば暴徒と化した島民に追い詰められて港の建物に立てこもる。しかもそこへ自力で浮揚に成功した潜水艦が到着、事態は一触即発となってしまう。だが、騒ぎを木の上から見物していた子供が転落しかけたのを乗組員が助けようとして一緒に転落しかけ、それを島民が総出で助けたことで、すべてはうやむやとなった。島民も乗組員も潜水艦も、内心では戦う気がなく、振り上げた拳を降ろす口実を探していたのだった。
だが、そこに島民たちが署長に無断で連絡した空軍が接近中との報が入る。潜水艦と空軍が交戦したら、もはや小島のパニックではすまなくなる。事態の成り行きやいかに。

## キャスト
| 役名                     | 俳優                     | 日本語吹替 |
| 役名                     | 俳優                     | TBS版 |
| ------------------------ | ------------------------ | --- |
| ウォルト・ホイテッカー   | カール・ライナー         | 川久保潔 |
| エルスパス・ホイテッカー | エヴァ・マリー・セイント | 二階堂有希子 |
| ロザノフ                 | アラン・アーキン         | 寺島幹夫 |
| マトックス署長           | ブライアン・キース       | 小林昭二 |
| ノーマン・ジョナス       | ジョナサン・ウィンタース | |
| フェンドル・ホーキンス   | ポール・フォード         | |
| 艦長                     | セオドア・ビケル         | |
| アリス・フォス           | テシー・オシェア         | |
| アレクセイ・コルチン     | ジョン・フィリップ・ロー | |
| 不明 その他              |                          | 今西正男 千葉順二 林洋子 納谷六朗 三田松五郎 小谷野美智子 堀絢子 宮内幸平 松岡武司 徳丸完 島田彰 菅谷政子 島木綿子 岸野一彦 若本紀昭 谷口節 鈴木黎子 武川信 安田隆 |
|                          |                          | |
| 演出                     | 演出                     | 中野寛次 |
| 翻訳                     | 翻訳                     | 九鮎子 |
| 効果                     | 効果                     | TFCグループ |
| 調整                     | 調整                     | 飯塚秀保 |
| 制作                     | 制作                     | 東北新社 |
| 解説                     |                          | |
| 初回放送                 | 初回放送                 | 1972年3月20日 『月曜ロードショー』 |

## 受賞
- 第24回ゴールデングローブ賞
  - 作品賞（ミュージカル・コメディ部門）
  - 主演男優賞（ミュージカル・コメディ部門）：アラン・アーキン
- 第39回アカデミー賞ノミネート（いずれも受賞ならず）
  - 作品賞：ノーマン・ジュイソン
  - 主演男優賞：アラン・アーキン
  - 脚色賞：ウィリアム・ローズ
  - 編集賞：ハル・アシュビー、J・テリー・ウィリアムズ

## 備考
- 本作で映画デビューしたアラン・アーキンは、アカデミー主演男優賞ノミネートおよびゴールデングローブ賞 主演男優賞（ミュージカル・コメディ部門）受賞で一躍ハリウッドで名を上げた。